# Lê Thanh Thúy (blogger)
Lê Thanh Thúy (1988-2007), được biết đến với vai trò là công dân trẻ Thành phố Hồ Chí Minh năm 2006, nhà hoạt động xã hội vì bệnh nhân ung thư, là một blogger và người sáng lập chương trình "Ước mơ của Thúy".

## Tiểu sử
Lê Thanh Thúy sinh ngày 6 tháng 1 năm 1988, ba của Thúy từng tham gia chiến đấu tại Mặt trận 479 (Campuchia),được tặng thưởng Huân chương Chiến công hạng ba, Huân chương Chiến sĩ vẻ vang, cha mẹ Thúy làm nghề bán quán cà phê tại Quận 1. Thuở nhỏ, tuy thu nhập gia đình eo hẹp nhưng ba mẹ Thúy vẫn cố gắng cho cô một cuộc sống đầy đủ.
Ngày 9 tháng 6 năm 2003, khi Thanh Thúy nhận được giấy báo trúng tuyển Trường trung học Thực hành - ĐH Sư phạm Thành phố Hồ Chí Minh cũng là lúc cô nhận tin mình bị ung thư xương và bắt đầu đối diện với căn bệnh hiểm nghèo. Thúy phải nhập viện lúc mới 15 tuổi để cắt khối u ở khớp gối chân phải. Vết thương không lành nên phải cắt bỏ hai phần ba chân phải để tránh di chứng.
4 giờ 20 phút sáng 2 tháng 11 năm 2007, Thúy qua đời. Bên Thúy trong những giây phút cuối cùng, ngoài người thân còn có những y bác sĩ, phóng viên, tình nguyện viên, cư dân mạng,... Cô được nhập quan tại nhà lúc 9 giờ 45 cùng ngày và sau đó vào lúc 6 giờ sáng 4 tháng 11, Thanh Thúy được đưa đi an táng tại nghĩa trang Thành phố tại huyện Củ Chi.

## Chương trình "Ước mơ của Thúy" và ngày hội Hoa hướng dương
Từ ngày 29 tháng 11 năm 2010, Thúy được đưa vào hoạt động chào cờ như một chuyên đề ở các trường Trung học phổ thông tại Thành phố Hồ Chí Minh.
Từ khi Thúy qua đời, hàng năm vẫn có một ngày hội Hoa hướng dương vì trẻ em ung thư được tổ chức. Tháng 11 năm 2011, ngày hội Hoa hướng dương "Vì bệnh nhi ung thư" lần 4 đã được tổ chức tại Nhà văn hóa Thanh niên Thành phố Hồ Chí Minh và Nhà văn hóa Sinh viên - Học sinh Hà Nội.

## Trích dẫn
| “ | Hồi xưa, em là người luôn đặt ra kế hoạch đường dài, nhưng bây giờ phải tính từng đoạn ngắn. Chưa biết sẽ mất bao lâu để học xong lớp 12, nhưng em quyết tâm phải có tấm bằng tốt nghiệp THPT và còn thi ĐH nữa. Em sẽ thi vào ngành tâm lý của ĐH Khoa học Xã hội & Nhân văn. Trước mặt em đang là một bức tường và em phải phá vỡ nó để vượt qua -Lê Thanh Thúy (2006) | ” |

| “ | Từ đáy vực sâu chứa đầy nước mắt đau khổ tôi đứng dậy thề rằng dù còn được sống bao lâu nữa, dù gặp phải bao gian khó tôi cũng quyết không bị đánh gục, không chấp nhận đầu hàng. Tôi phải là một mặt trời nhỏ để cuộc đời mình được tỏa ánh sáng ấm áp... -Lê Thanh Thúy trích dẫn Trần Tử Khâm | ” |

| “ | 19g30 ngày 1 tháng 11 năm 2007, em chìm vào hôn mê sâu. Em đã sống xứng đáng những giây phút quý báu của mình. Hãy dành một phút lặng lại cho Thúy mọi người nhé... Em đang đẹp lắm, đáng yêu lắm mọi người ạ. 20g30 ngày 1 tháng 11 năm 2007: Thúy đã về nhà, giữa một rừng hoa hướng dương của riêng em nghiêng mình đón tia nắng ấm áp. Em mặc áo đầm dạ hội xinh xắn như công chúa. Trang điểm thật xinh. Em nói em thương ba mẹ, bé Toàn thật nhiều, thương tất cả mọi người. Em dặn sinh nhật 20 tuổi nhớ làm cho em. Em nhắn chương trình Ước mơ của Thúy sẽ thành công, mọi người hãy cố gắng giúp Thúy duy trì. -TỐ OANH - Blog của Thanh Thúy | ” |

| “ | Khó có ai có thể đứng vững nếu biết trước một ngày không xa mình sẽ không còn tồn tại nữa; khó có ai lạc quan sống khi phải đồng hành cùng căn bệnh ung thư và khó có ai dám nghĩ rằng mình sẽ làm được những việc ý nghĩa trong những tháng ngày còn lại. Nhưng, đối với Lê Thanh Thúy, dẫu biết rằng một ngày không mong đợi sẽ đến, mỗi ngày Thúy vẫn ráng sống thật vui với nụ cười trên môi, vẫn nặng tình với những sẻ chia cùng những người đồng cảnh ngộ và vẫn lạc quan cùng điều ước có một phép màu làm tan biến đi những tế bào ung thư… Nếu một lần được gặp Thúy, bạn sẽ thấy cuộc đời này có muôn màu tươi đẹp, cuộc sống này có ý nghĩa biết bao và nếu một lần được gặp Thúy, bạn sẽ cảm nhận được sức mạnh lan truyền từ Thúy. Đó là niềm tin và hi vọng, đó là sức sống mãnh liệt và là niềm tin tỏa sáng về phía mặt trời.… - Lời giới thiệu và mở đầu sách nói Xin hãy cho con thêm thời gian. | ” |